# (73689) 1991 FK
(73689) 1991 FK – planetoida z pasa głównego asteroid okrążająca Słońce w ciągu 2,7 lat w średniej odległości 1,94 j.a. Odkryta 17 marca 1991 roku.